# 日本自杀現象

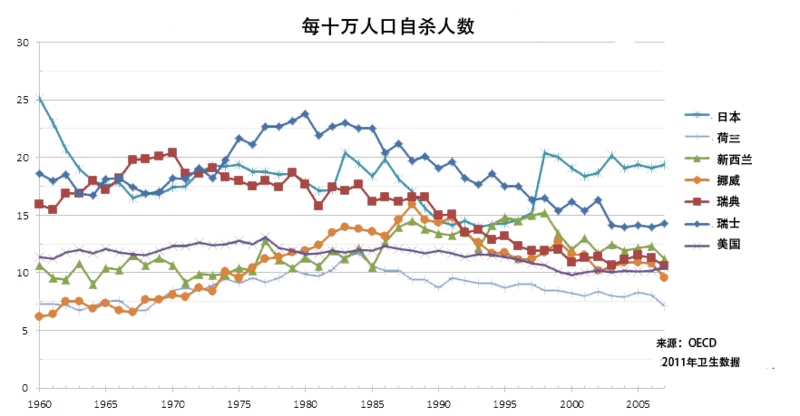
1960至2007年，日本、荷兰、新西兰、挪威、瑞典、瑞士和美国的自杀趋势图。

自杀在日本已成为一个显著的全国性社会问题。2014年，每天平均有70名日本人自杀，其中绝大多数是男性。日本的自杀率相对较高，但自杀人数一直在下降，自2012年以来已连续4年低于3万人。自杀的日本人中大多是男性，为20-44岁男性死亡的首要原因。
造成自杀的因素有失业（由于20世纪90年代和21世纪初的经济衰退）、抑郁和社会压力。2007年，日本警察厅（NPA）将自杀动机的分类修改为50个，每例自杀案件最多列出三个原因。结果失业的自杀者上升了65.3％，而那些生活困难的人增加了34.3％。抑郁连续三年位列榜首。在日本文化中，光荣自杀有着悠久的历史，如武士的切腹自尽，二战期间的特别攻击队、万岁冲锋等。
20世纪90年代以来，自杀事件迅速增加。例如，1998年的自杀人数比上年增长了34.7％。这促使日本政府采取措施，拨款应对自杀。

## 人口统计与地点
一般而言，自杀者大多数为男性。2007年的自杀者中71％是男性。2009年，男性自杀人数增加了641人，为23,472人（40-69岁人群占总自杀人数的40.8％）。自杀是20-44岁男性的主要死因。男性在离婚后自杀的可能性是女性的两倍。而自杀仍然是15-34岁日本女性的主要死因。2009年，自杀人数增加了2％，达到32,845人，连续12年超过30,000人，相当于每10万人有26人自杀。2012年，自杀人数首次低于3万，此后数字持续下降，2015年自杀人数为24,025，每10万人自杀数则首次跌破20。
富士山山麓的森林地区青木原是自杀的多发地。1988年以前的几年，当地每年约有30起自杀事件发生。1999年发生了74起，直到2002年的78起自杀事件打破了该记录。该记录在第二年就被打破，2003年有105具尸体被发现。警察巡逻该地区寻找自杀者。警方记录显示，2010年，森林中发现247名企图自杀者（其中54人死亡）。
铁路也是自杀事件的多发地，其中中央线快速尤为出名。
截至2010年，自杀率最高的县是秋田县，每10万名居民中有31.86名自杀者，比22.94人的全国平均值高28％。最低的是奈良县，每10万居民中有17.28名自杀者。
许多日本高中生因受到欺凌而自杀。2014年的统计数字首次显示，自杀是10至19岁的青少年最常见的死因。

## 社会联系
历史上，日本一直是一个以男性为主导的社会，家庭关系牢固并关系着社会期望。然而，泡沫经济的破裂使“工作换生存”的文化消亡，让这些一家之主意外地挣扎于不稳的工作或失业耻辱中。作为世界第三大经济体，日本在2009年初经历了二战以来最严重的经济衰退，导致全国失业率于2009年7月达到5.7％，创历史新高。失业者占所有自杀者的57％，为职业群体最高。失业造成的社会不平等（按基尼系数衡量）也有所增加。研究表明，与其他经合国家相比，日本的自杀率受此影响更大。
员工为保住自己的工作大量加班，并减少假期和病假，导致压力越来越大，这是自杀的一个促成因素。据政府统计，“工作疲劳”和健康问题，包括工作导致的抑郁症，是自杀的主要动机，占到2008年自杀案例的47％，这对工薪阶层的社会福利产生了不良影响。在2007年2207个与工作有关的自杀事件中，最常见的原因（672例）是过度劳累，称为过劳死。
此外，被迫从职场退休后的空虚也是每年大量老人自杀的原因。为了应对这一情况，许多公司、社区和地方政府开始为近期退休的老年人提供活动和课程，这些老年人孤独、寂寞，没有目标或身份。
消费贷款公司与自杀率有很大的关系。日本警察厅指出四分之一的自杀案例与财务有关。这样的死亡事件被称为“引咎自杀”（引責自殺）。日本银行贷款条件极为严苛，迫使借款人使用亲友作为担保人，对贷款违约承担责任。这易使借款人产生极度的内疚和抑郁。许多人不将担子放在担保人身上，而是试图通过人寿保险支付未付贷款和未偿债务。2005财年，17家消费贷款公司在4,908名借款人中获得了43亿日元的自杀政策支出，这一人数约占2005年自杀人数的15％。律师和其他专家指出，在某些情况下，讨债人骚扰债务人使他们不得不走这条路。日本非银行贷款机构从20世纪90年代中期开始实行人寿保险政策，其中包括借款人的自杀支出，借款人不需要得到通知。

## 文化态度
日本社会对自杀的态度很“宽容”，在很多场合自杀在道义上被视为一种负责任的行为。这种文化宽容可能源于军人自杀的历史影响。在封建日本，武士的光荣自杀（切腹）被看作是对战争失败或不可避免的失败的正当回应。传统上，切腹指用刀剑切开腹部。这样做的目的是将武士精神释放到敌人身上，从而避免在敌人手中遭到不光彩的处决。
日本对自杀的文化宽容也可以通过的概念来解释。对于日本人来说，接受与遵从的重要性要超越个性。由此观点来看，一个人的价值与如何被其他人认可相关。这样形成的自我概念可能十分脆弱，当一个人感到与其他人疏远时，他考虑自杀死亡的可能性会增加。
作为一种崇高的传统，自杀这一文化遗产仍然得到了一些共鸣。2007年，内阁部长松冈利胜在因政治丑闻被调查期间，在家中自缢身亡。前东京都知事石原慎太郎称他为维护其荣誉的“真武士”。石原也是电影《吾为君亡》的编剧，影片描述了二战中神风特攻队的记忆和勇气。
虽然日本文化历史对自杀的道德性和社会接受能力有更宽容的看法，但自20世纪90年代以来，自杀率的急剧上升引发了公众对自杀的担忧。特别地，使用互联网的年轻人不断增加的趋势和自杀相关网站的普及，引起了公众和媒体对互联网文化助长自杀率的关注。
一个特别值得关注的现象是（日语），是由陌生人通过互联网论坛和留言板组织的行为。这些约定普遍被称为“网络群体自杀”，所有相约个体在同一时间以同样的方式自杀。虽然群体自杀的概念在日本文化历史上也存在过，但传统的不同于现代的网络群体自杀，因为它出现在恋人或家庭成员之间，而不是出现在陌生人中。另一个区别历史上的不要求自杀的双方都同意。换句话说，某些形式的在西方文化中可能被认为是“谋杀自杀”。比如一名母亲杀死自己的孩子，然后自杀。日本文学中，1703年近松门左卫门的木偶戏《曾根崎情死》就是的例子，此故事后来被重新设计为歌舞伎剧场。戏剧的灵感来自一对恋人殉情的真实故事。
要格外注意的是，这些现代的并没有得到荣誉自杀那样的容忍度或社会接受度。网络群体自杀一般被媒体描述为一种无意识和冲动的行为，因为似乎没有令人信服的理由说明一个人为什么要遵守这样的约定。相比之下，切腹是以保护荣誉为目的。然而，这种观念受到研究网络群体自杀的小泽千佳子-德席尔瓦（Chikako Ozawa-de Silva）的挑战，她认为这些死亡是“严重为生活所困、失去生活价值、极度孤独以及与他人缺乏联系的表现”。
总結来说，现代公众更多地把日本自杀率上升看作是社会问题而不是公共卫生问题。日本文化强调，比起以生物学为本质的个人心理病理学，无法融入社会在个人决定自杀方面扮演更重要的作用。此外，如同其他社会特别是东亚文化圈的社会一样，日本社会仍然存在心理健康保健的污名化。

## 政府回应
2007年，政府公布了一项九步计划，即“反自杀白皮书”，希望在2017年前遏制20％的自杀事件。白皮书旨在鼓励调查自杀的根本原因来防止自杀，改变民众对自杀的文化态度，改善对自杀失败者的治疗。2009年，日本政府承诺向自杀预防战略投入158亿日元。
2010财年，日本分配了124亿日元用于自杀预防资产，计划为那些压力大的债务人和需要治疗的抑郁症患者提供公共咨询服务。在2009年自杀人数大幅增加的情况下，政府声称自9月以来出现了令人鼓舞的迹象。内阁办公室表示，2009年9月至2010年4月期间，每月自杀人数同比下降。根据警察厅的初步汇编数据，自杀人数比上年下降了9.0％。